# Liste von serbischen NBA-Spielern
Dies ist eine Liste aller serbischen Basketballspieler, die in der NBA spielen oder gespielt haben:

## Derzeit aktive NBA-Spieler
| Draftjahr | Pick | Eintrittsjahr | Spieler           | gedraftet von         | ehemalige NBA-Teams | jetziges NBA-Team     | NBA-Saisons | NBA-Spiele | Playoff-Spiele | NBA-Meistertitel |
| --------- | ---- | ------------- | ----------------- | --------------------- | ------------------- | --------------------- | ----------- | ---------- | -------------- | ---------------- |
| 2014      | #41  | 2015          | Nikola Jokić      | Denver Nuggets        | -                   | Denver Nuggets        | 10          | 745        | 94             | 1 (2023)         |
| 2014      | #27  | 2017          | Bogdan Bogdanović | Phoenix Suns          | Kings, Hawks        | Los Angeles Clippers  | 8           | 503        | 35             | /                |
| 2022      | #27  | 2022          | Nikola Jović      | Miami Heat            | -                   | Miami Heat            | 3           | 107        | 16             | /                |
| 2023      | #42  | 2024          | Tristan Vukčević  | Washington Wizards    | -                   | Washington Wizards    | 2           | 45         | /              | /                |
| 2024      | #12  | 2024          | Nikola Topić      | Oklahoma City Thunder | -                   | Oklahoma City Thunder | /           | /          | /              | /                |

Alle Statistiken sind vom Ende der NBA-Saison 2024/2025

## Ehemalige NBA-Spieler
| Draftjahr       | Pick | NBA-Jahre       | Spieler             | gedraftet von          | Ehemalige NBA-Teams                                       | NBA-Saisons | NBA-Spiele | Playoff-Spiele | NBA-Meisterschaften |
| --------------- | ---- | --------------- | ------------------- | ---------------------- | --------------------------------------------------------- | ----------- | ---------- | -------------- | ------------------- |
| 1989            | #26  | 1989–2005       | Vlade Divac         | L.A. Lakers            | Lakers, Hornets, Kings                                    | 16          | 1134       | 121            | /                   |
| nicht gedraftet | -    | 1989–1990       | Žarko Paspalj       | -                      | Spurs                                                     | 1           | 28         | /              | /                   |
| 1990            | #50  | 1990–1992       | Miloš Babić         | Phoenix Suns           | Cavaliers, Heat                                           | 2           | 21         | /              | /                   |
| nicht gedraftet | -    | 1992–1993       | Radisav Ćurčić      | -                      | Mavs                                                      | 1           | 20         | /              | /                   |
| 1992            | #43  | 1995–1997       | Predrag Danilović   | Golden State Warriors  | Heat, Mavs                                                | 2           | 75         | 3              | /                   |
| nicht gedraftet | -    | 1995–1996       | Rastko Cvetković    | -                      | Nuggets                                                   | 1           | 14         | /              | /                   |
| nicht gedraftet | -    | 1996–1997       | Aleksandar Đorđević | -                      | Blazers                                                   | 1           | 8          | /              | /                   |
| 1996            | #14  | 1998–2011       | Predrag Stojaković  | Sacramento Kings       | Kings, Pacers, Hornets, Raptors, Mavs                     | 13          | 804        | 95             | 1 (2011)            |
| 1995            | #31  | 2000–2001       | Dragan Tarlać       | Chicago Bulls          | Bulls                                                     | 1           | 43         | /              | /                   |
| 1994            | #54  | 2001–2007       | Željko Rebrača      | Seattle SuperSonics    | Pistons, Hawks, Clippers                                  | 6           | 215        | 12             | /                   |
| 2001            | #12  | 2001–2013       | Vladimir Radmanović | Seattle SuperSonics    | Sonics, Clippers, Lakers, Bobcats, Warriors, Hawks, Bulls | 12          | 737        | 47             | /                   |
| nicht gedraftet | -    | 2001–2003       | Ratko Varda         | -                      | Pistons, Wizards                                          | 2           | 1          | /              | /                   |
| 2000            | #30  | 2002–2009       | Marko Jarić         | Los Angeles Clippers   | Clippers, Wolves, Grizzlies                               | 7           | 447        | /              | /                   |
| 2000            | #51  | 2002–2003       | Igor Rakočević      | Minnesota Timberwolves | Wolves                                                    | 1           | 42         | /              | /                   |
| nicht gedraftet | -    | 2002–2003       | Predrag Savović     | -                      | Nuggets                                                   | 1           | 27         | /              | /                   |
| 2003            | #2   | 2003–2012       | Darko Miličić       | Detroit Pistons        | Pistons, Magic, Grizzlies, Knicks, Wolves, Celtics        | 10          | 468        | 21             | 1 (2004)            |
| 2003            | #19  | 2003–2013       | Saša Pavlović       | Utah Jazz              | Jazz, Cavaliers, Wolves, Mavs, Hornets, Celtics, Blazers  | 10          | 567        | 52             | /                   |
| 2002            | #43  | 2004–2011       | Nenad Krstić        | New Jersey Nets        | Nets, Thunder, Celtics                                    | 7           | 419        | 28             | /                   |
| 2005            | #43  | 2006–2007       | Mile Ilić           | New Jersey Nets        | Nets                                                      | 1           | 5          | /              | /                   |
| 2006            | #38  | 2007–2008       | Kosta Perović       | Golden State Warriors  | Warriors                                                  | 1           | 7          | /              | /                   |
| 2012            | #52  | 2013–2015       | Ognjen Kuzmić       | Golden State Warriors  | Warriors                                                  | 2           | 37         | 3              | 1 (2015)            |
| 2013            | #30  | 2013–2014       | Nemanja Nedović     | Phoenix Suns           | Warriors                                                  | 2           | 24         | 1              | /                   |
| nicht gedraftet | -    | 2013–2014; 2015 | Miroslav Raduljica  | -                      | Bucks, Wolves                                             | 2           | 53         | /              | /                   |
| 2010            | #35  | 2015–2022       | Nemanja Bjelica     | Washington Wizards     | Wolves, Kings, Heat, Warriors                             | 7           | 449        | 22             | 1 (2022)            |
| nicht gedraftet | -    | 2015–2024       | Boban Marjanović    | -                      | Spurs, Pistons, Clippers, Sixers, Mavs, Rockets           | 9           | 331        | 31             | /                   |
| nicht gedraftet | -    | 2017–2019       | Miloš Teodosić      | -                      | Clippers                                                  | 2           | 60         | /              | /                   |
| 2019            | #39  | 2019–2021       | Alen Smailagić      | New Orleans Pelicans   | Warriors                                                  | 2           | 29         | /              | /                   |
| nicht gedraftet | -    | 2019–2020       | Marko Gudurić       | -                      | Grizzlies                                                 | 1           | 44         | /              | /                   |
| 2020            | #17  | 2020–2024       | Aleksej Pokuševski  | Minnesota Timberwolves | Thunder, Hornets                                          | 4           | 168        | /              | /                   |
| 2014            | #52  | 2023–2025       | Vasilije Micić      | Philadelphia 76ers     | Thunder, Hornets, Suns                                    | 2           | 101        | /              | /                   |
| 2021            | #50  | 2023            | Filip Petrušev      | Philadelphia 76ers     | Sixers, Kings                                             | 1           | 3          | /              | /                   |

## Erfolge und Auszeichnungen

### Vlade Divac
- Mitglied der Hall of Fame
- NBA-Finalteilnahme 1991
- All-Rookie First Team 1989-90
- NBA All-Star 2001
- Der erste in Europa geborene und ausgebildete Spieler mit 1000 NBA-Einsätzen
- Der erste in Europa geborene und ausgebildete Spieler dessen Trikotnummer (nicht posthuman) nicht mehr von einer NBA-Franchise vergeben wird: Sacramento Kings #21

### Predrag Stojaković
- NBA-Titel 2011
- All-NBA Second Team 2004
- NBA All-Star 2002, 2003, 2004
- NBA Three-Point Shootout
  - Gewinner 2002, 2003
  - Teilnehmer 2001, 2004, 2008
- Zweitbester Scorer der Saison 2003/04 mit einem Schnitt von 24,2 Punkten pro Spiel
- 1× Conference-Spieler des Monats
- 2× Conference-Spieler der Woche
- Seine Trikotnummer 16 wird von den Sacramento Kings nicht mehr vergeben.
- Viertbeste Freiwurfquote in der NBA-Geschichte mit 89,5 %[1]
- Der erste Spieler der in einem Spiel die ersten 20 Punkte für sein Team erzielt hat.[2]

### Vladimir Radmanović
- NBA-Finalteilnahme 2008
- All-Rookie Second Team 2002
- NBA Three-Point Shootout
  - Teilnehmer 2005

### Željko Rebrača
- All-Rookie Second Team 2002
- 1× NBA-Rookie des Monats:
  - April 2002

### Darko Miličić
- NBA-Titel 2004
- Platz 5 der NBA in Blocks pro Spiel (2,0) in der Saison 2010-11
- Der viertjüngste Spieler und der jüngste ausländische Spieler der NBA-Geschichte (18 Jahre, 133 Tage).
- Der jüngste NBA-Spieler in der Geschichte der in einem NBA-Finalspiel zum Einsatz gekommen ist (18 Jahre, 356 Tage).
- Der jüngste NBA-Spieler in der Geschichte mit einem gewonnenen NBA-Titel (18 Jahre, 361 Tage).

### Saša Pavlović
- NBA-Finalteilnahme 2007

### Nenad Krstić
- All-Rookie Second Team 2005

### Ognjen Kuzmić
- NBA-Titel 2015

### Nemanja Bjelica
- NBA-Titel 2022

### Nikola Jokić
- NBA-Titel 2023
- MVP 2021, 2022, 2024
- Finals MVP 2023
- Conference Finals MVP 2023
- All-NBA First Team 2019, 2021, 2022, 2024, 2025
- All-NBA Second Team 2020, 2023
- 5× NBA All-Star: 2019, 2020, 2021, 2022, 2023, 2024, 2025
- All-Rookie First Team 2016
- NBA Rising Stars Challenge-Teilnehmer 2016 & 2017
- NBA Skills Challenge-Teilnehmer 2017 & 2019
- 8× Conference-Spieler des Monats
- 17× Conference-Spieler der Woche

#### Rekorde
- Erzielte am 15. Februar 2018 gegen die Milwaukee Bucks das schnellste Triple-Double der NBA-Geschichte 1:54 Minuten vor Ende des zweiten Viertels und nach 14:33 Minuten effektiver Spielzeit.[3]
- Mit Wilt Chamberlain der einzige Spieler der NBA-Geschichte der größer als 2,08 Meter ist, der ein Triple-Double an drei aufeinanderfolgenden Spielen erzielte.[4]
- Mit Wilt Chamberlain der einzige Spieler der NBA-Geschichte, der 30 Punkte oder mehr in einem Spiel erzielt, und dabei keinen Wurf aus dem Spiel heraus verfehlt hat.[5]
- Mit Wilt Chamberlain der einzige Center in der NBA-Geschichte mit 500+ erzielten Assists in zwei verschiedenen Saisons.[6]
- Der einzige Spieler in der NBA-Geschichte der ein Triple-Double mit 15+ Rebounds innerhalb der ersten 3 Viertel erzielt hat.[7]
- Der Center in der NBA-Geschichte, der die meisten Spiele mit 10+ Assists erzielt hat.[8]
- Der erste Spieler in der NBA-Geschichte mit erzielten 2000 Punkten, 1000 Rebounds und 500 Assists in einer Saison (2021/22).[9]
- Der Center mit den meisten Triple-Doubles in der NBA-Geschichte.[10]
- Der Spieler mit der höchsten True Shooting Percentage in einer Saison in der NBA-Geschichte.[11]

##### Playoff-Rekorde
- Der einzige Spieler in der NBA-Geschichte der ein Triple-Double in zwei oder mehr siebten Spielen verschiedener Playoff-Serien erzielt hat.[12]
- Der einzige Spieler in der NBA-Geschichte der ein Triple-double in einem siebten Spiel einer Playoff-Serie vor Ende des dritten Viertels erreicht hat.[12]
- Der einzige Spieler in der NBA-Geschichte der ein Triple-Double mit 20+ Rebounds im siebten Spiel einer Playoff-Serie erzielen konnte.[7]
- Der einzige Spieler in der NBA-Geschichte der eine Postseason in Punkten, Rebounds und Assists angeführt hat.[13]
- Der einzige Spieler in der NBA-Geschichte in einer Postseason mindestens 500 Punkte, 250 Rebounds und 150 Assists erzielt hat.[14]
- Der einzige Spieler der vier aufeinanderfolgenden Playoff-Spielen ein Triple-Double mit mindestens 20 Punkten erreicht hat.[15]
- Der einzige Spieler der in einer Spanne von zwei aufeinanderfolgenden Playoff-Spielen mindestens 55 Punkte, 35 Rebounds und 20 Assists erzielt hat.[16]
- Der einzige Spieler der in einer Spanne von fünf aufeinanderfolgenden Playoff-Spielen mindestens 175 Punkte, 65 Rebounds und 50 Assists erzielt hat.[17]
- Mit 9,5 Assists den höchsten von einem Center erreichten Schnitt in der Playoffgeschichte.[18]
- Hat 3 30-20-10 Spiele in seiner Playoffkarriere erreicht. Davon eines im Finale. In der restlichen Playoffgeschichte gab es nur zwei weitere solche Leistungen. Im Finale gar keines.[19] Er ist auch der einzige dem dies mit einer Wurfquote von über 70 % gelang.[20]
- Mit 10 Triple-Doubles die meisten die in einer einzigen Postseason erzielt wurden.[21]

##### Franchise-Rekorde
- Der Spieler mit den meisten Triple Doubles in der Regular Season in der Geschichte der Denver Nuggets[22]
- Die meisten Triple Doubles in der Playoff-Geschichte der Denver Nuggets[23].
- Die meisten erzielten Double Doubles in der Geschichte der Denver Nuggets.[24]
- Der einzige Spieler in der Franchise-Geschichte der zwei Mal in einer Saison zum Conference-Spieler des Monats gewählt wurde.[25]

### Bogdan Bogdanović
- NBA Rising Stars Challenge-Teilnehmer 2018 & 2019
- NBA Rising Stars MVP 2018
- All-Rookie Second Team 2018

#### Franchise-Rekorde
- Hat mit 66 erfolgreichen Dreipunktewürfen im April 2021 die meisten innerhalb eines Kalendermonats in der Geschichte der Atlanta Hawks erzielt.[26]

### Aleksej Pokuševski

#### Rekorde
- Der jüngste Spieler der NBA-Geschichte (19 Jahre, 78 Tage) der in einem Spiel 20+ Punkte, 10+ Rebounds und 5+ Drei-Punkte-Würfe erzielt hat.[27]
- Er (19 Jahre, 102 Tage) zusammen mit Théo Maledon (19 Jahre, 299 Tage) sind das einzige Teenager-Duo eines Teams in der NBA-Geschichte, das geschafft hat jeweils 20+ Punkte im selben Spiel zu erzielen.[28]

##### Franchise-Rekorde
- Der jüngste Spieler der Franchise-Geschichte (19 Jahre, 78 Tage) mit einem erzielten Double-double (23 Punkte, 10 Rebounds).[29]
- Der jüngste Spieler in der Geschichte der Oklahoma City Thunder (19 Jahre, 78 Tage) der in einem Spiel 20+ Punkte erzielt hat.[30]
- Der Rookie mit den meisten erzielten Blocks (6) in einem Spiel.[31]

## Statistiken
In der folgenden Tabelle sind die Werte aller Spieler die nicht mehr in der NBA aktiv sind.

Erklärung der Spalten: Spieler, Spiele, Punkte, Rebs (Rebounds), Asts (Assists), Steals, Blocks, TOs (Ballverluste)

### Karrieregesamtwerte
| Spieler             | Spiele | Punkte | Rebs | Asts | Steals | Blocks | TOs  |
| ------------------- | ------ | ------ | ---- | ---- | ------ | ------ | ---- |
| Vlade Divac         | 1134   | 13398  | 9326 | 3541 | 1288   | 1631   | 2470 |
| Žarko Paspalj       | 28     | 72     | 30   | 10   | 3      | 7      | 21   |
| Miloš Babić         | 21     | 37     | 20   | 10   | 2      | 1      | 10   |
| Radisav Čurčić      | 20     | 58     | 49   | 12   | 7      | 2      | 8    |
| Predrag Danilović   | 75     | 957    | 182  | 149  | 69     | 12     | 152  |
| Rastko Cvetković    | 14     | 10     | 11   | 3    | 2      | 1      | 3    |
| Aleksandar Đorđević | 8      | 25     | 5    | 5    | 0      | 0      | 5    |
| Peja Stojaković     | 804    | 13647  | 3782 | 1408 | 747    | 106    | 1090 |
| Dragan Tarlać       | 43     | 103    | 122  | 31   | 7      | 19     | 38   |
| Vladimir Radmanović | 737    | 5879   | 2784 | 998  | 537    | 263    | 837  |
| Željko Rebrača      | 215    | 1276   | 688  | 88   | 57     | 160    | 203  |
| Ratko Varda         | 1      | 5      | 1    | 0    | 0      | 0      | 1    |
| Marko Jarić         | 447    | 3193   | 1200 | 1600 | 583    | 128    | 708  |
| Predrag Savović     | 27     | 83     | 25   | 22   | 14     | 1      | 21   |
| Igor Rakočević      | 42     | 78     | 17   | 33   | 4      | 0      | 23   |
| Darko Miličić       | 468    | 2813   | 1971 | 405  | 206    | 613    | 573  |
| Saša Pavlović       | 567    | 2787   | 1000 | 517  | 272    | 98     | 460  |
| Nenad Krstić        | 419    | 4210   | 2261 | 346  | 162    | 286    | 497  |
| Mile Ilić           | 5      | 0      | 1    | 0    | 0      | 0      | 3    |
| Kosta Perović       | 7      | 10     | 13   | 1    | 0      | 2      | 1    |
| Nemanja Nedović     | 24     | 26     | 15   | 13   | 0      | 1      | 13   |
| Miroslav Raduljica  | 53     | 189    | 113  | 23   | 8      | 13     | 30   |
| Ognjen Kuzmić       | 37     | 35     | 38   | 8    | 5      | 5      | 15   |
| Miloš Teodosić      | 60     | 477    | 142  | 241  | 26     | 6      | 118  |
| Marko Gudurić       | 44     | 173    | 73   | 45   | 12     | 8      | 36   |
| Alen Smailagić      | 29     | 87     | 43   | 17   | 3      | 4      | 16   |
| Nemanja Bjelica     | 449    | 3412   | 2051 | 826  | 288    | 184    | 459  |
| Filip Petrušev      | 3      | 3      | 1    | 0    | 0      | 0      | 0    |
| Boban Marjanović    | 331    | 1385   | 1189 | 154  | 60     | 96     | 210  |
| Aleksej Pokuševski  | 168    | 1253   | 778  | 327  | 94     | 136    | 255  |
| Vasilije Micić      | 101    | 691    | 177  | 390  | 46     | 7      | 176  |

## Gedraftete Spieler, die jedoch niemals in der NBA gespielt haben
| Draftjahr | Pick | Spieler            | gedraftet von                                                                                                | Status                                                             |
| --------- | ---- | ------------------ | --- | ------------------------------------------------------------------ |
| 1985      | #97  | Ljubiša Stefanović | Seattle Supersonics                                                                                          | Zurückgetreten, spielte seine gesamte Karriere in Europa           |
| 1995      | #51  | Dejan Bodiroga     | Sacramento Kings                                                                                             | Zurückgetreten, spielte seine gesamte Karriere in Europa           |
| 2002      | #36  | Miloš Vujanić      | New York Knicks, Rechte getradet zu den Phoenix Suns                                                         | Zurückgetreten, spielte seine gesamte Karriere in Europa           |
| 2002      | #55  | Mladen Šekularac   | Dallas Mavericks, Rechte getradet zu den Golden State Warriors                                               | Zurückgetreten, spielte seine gesamte Karriere in Europa           |
| 2007      | #60  | Milovan Raković    | Dallas Mavericks, Rechte getradet via Orlando Magic und Chicago Bulls zu den Portland Trail Blazers          | Zurückgetreten, spielte seine gesamte Karriere in Europa           |
| 2008      | #53  | Tadija Dragićević  | Utah Jazz, Rechte getradet via Dallas Mavericks, Chicago Bulls und Houston Rockets zu den New York Knicks    | Zurückgetreten, spielte seine gesamte Karriere in Europa           |
| 2011      | #54  | Milan Mačvan       | Cleveland Cavaliers                                                                                          | Zurückgetreten, spielte seine gesamte Karriere in Europa und Japan |
| 2014      | #54  | Nemanja Dangubić   | Philadelphia 76ers, Rechte getradet via San Antonio Spurs und Brooklyn Nets zu den Memphis Grizzlies         | Spielt derzeit für Dubai, ABA.Liga                                 |
| 2015      | #26  | Nikola Milutinov   | San Antonio Spurs, Rechte getradet zu den Brooklyn Nets                                                      | Spielt derzeit für Olympiakos, Griechenland                        |
| 2015      | #57  | Nikola Radičević   | Denver Nuggets, Rechte getradet via Detroit Pistons zu den New York Knicks                                   | Spielt derzeit für Dziki Warschau, Polen                           |
| 2015      | #60  | Luka Mitrović      | Philadelphia 76ers, Rechte getradet via Sacramento Kings und den Los Angeles Clippers zu den New York Knicks | Spielt derzeit für Roter Stern Belgrad, Serbien                    |
| 2016      | #35  | Rade Zagorac       | Boston Celtics, Rechte getradet zu den Memphis Grizzlies Kein Team hält seine Rechte                         | Spielte zuletzt für Büyükçekmece, Türkei                           |
| 2017      | #58  | Ognjen Jaramaz     | New York Knicks                                                                                              | Spielt derzeit für Baskonia, Spanien                               |
| 2019      | #60  | Vanja Marinković   | Sacramento Kings, Rechte getradet via Los Angeles Clippers und Memphis Grizzlies zu den Brooklyn Nets        | Spielt derzeit für Partizan Belgrad, Serbien                       |
| 2021      | #57  | Balša Koprivica    | Charlotte Hornets, Rechte getradet via Detroit Pistons und Los Angeles Clippers zu den Utah Jazz             | Spielt derzeit für Bahçeşehir, Türkei                              |
| 2024      | #43  | Nikola Đurišić     | Miami Heat, Rechte getradet zu den Atlanta Hawks                                                             | Spielt derzeit für die College Park Skyhawks, G-League             |
| 2025      | #47  | Bogoljub Marković  | Milwaukee Bucks                                                                                              | Spielt derzeit für Mega Basket, Serbien                            |